# Pastiera
La pastiera es un pastel italiano de la cocina napolitana, típico de la Semana Santa, elaborado principalmente con ricotta (producto lácteo similar al requesón) y trigo cocido. Se encuentra incluido en la lista de los productos agroalimentarios tradicionales italianos en Campania.

## Origen
La leyenda popular dice que su origen proviene de la sirena Parténope, que ofrece esta delicia para que se hagan celebraciones paganas acerca de la venida de la primavera. Es parte de uno de los cultos a la diosa Ceres. Hay otra leyenda cuyos protagonistas son algunos pescadores que, debido al repentino mal tiempo, quedaron atrapados en las olas del mar durante un día entero y cuando volvieron al suelo respondieron a los que les pedían como habían podido resistir en mar tanto tiempo, que pudieron comer la pasta de ayer, hecha con requesón, huevos, trigo y aromas. Por esa razón la Pastiera se convirtió en un símbolo de renacimiento, ya que alimentó a los pescadores. 
La invención de la Pastiera se remonta al siglo XVI. La primera receta en forma escrita se remonta al 1693 y aparece en el tratado culinario de Antonio Latini, publicado en Nápoles en 1693. En la ciudad el autor estuvo bajo las Órdenes del primer ministro del virrey Francisco de Benavides. Se trataba de una tarta agridulce que estaba hecha no solo de trigo y ricota sino también de queso rallado, pimienta, sal, pistachos y leche de pistacho, todo mezclado en pasta marzapán sazonada con antiguas aromas. La receta, modificada y perfeccionada en los monasterios de Nápoles, hizo famosas las pastieras de las monjas de Via San Gregorio Armeno. 
En 1837, después de un siglo y medio desde la receta de Antonio Latini, Ippolito Cavalcanti redacta la receta actual en el apéndice dialectal Cusina casarinola all'uso nuosto napolitano, un compendio de gastronomía popular napolitana, que forma parte de su tratado didáctico Cucina teorico-pratica, inspirándose también a la versión salada.

## Características
Se emplea en su elaboración una masa quebrada rellena de ricota, azúcar, huevos y trigo cocido en leche, todo recubierto de tiras de masa quebrada. La masa es crujiente y el relleno suave. El color de la pastiera es dorado. El olor y el sabor varían según los aromas utilizados. Para la receta tradicional se utilizan los siguientes aromas: canela, cáscara de naranja, vainilla y agua de azahar. Hoy en día hay muchas variantes, por ejemplo se suele añadir crema pastelera, fruta confitada o  chocolate blanco. 
La pastiera se prepara en cada ocasión familiar, ya que hoy se encuentran muchos ingredientes que permiten hacerla rápidamente, el trigo cocido entre otros.

## La pastiera napolitana salada
La pastiera napolitana salada (llamada en dialecto napolitano 'a pastiera 'e grano) se prepara con ingredientes salados. Es un plato típico de Campania que se suele preparar en el período de Pascua . Está rellena de embutidos, huevos y queso. En algunos casos se elige usar pasta brisé y hojaldre. En los últimos años se ha difundido una variante vegetariana  que está hecha con mezcla de verduras.

## Citas literarias
La difusión de la pastiera se remonta por lo menos al 1600 y esto está testimoniado por una cita en el cuento de hadas la gatta cenerentola de Giambattista Basile que describe las celebraciones que hizo el rey para encontrar la doncella que perdió el zapato: «E,venuto lo juorno destenato, oh bene mio: che mazzecatorio e che bazzara che se facette! Da dove vennero tante pastiere e casatielle? Dove li sottestate e le porpette? Dove li maccarune e graviuole? Tanto che nce poteva magnare n'asserceto formato.» Tendría que tratarse de la pastiera salada, así como se encuentra en la receta de Antonio Latini publicada en 1693.